# Persidera 1
Persidera 1 è uno dei multiplex della televisione digitale terrestre a diffusione nazionale presenti nel sistema DVB-T italiano. Appartiene a Persidera, operatore di rete nazionale italiano.

## Caratteristiche
Il Persidera 1 trasmette in SFN sul canale 44 della banda UHF V in tutta Italia, a eccezione di Piemonte, Toscana, Umbria, Lazio e Campania dove trasmette sui canali 32 della banda UHF IV e 44 della banda UHF V, di Valle d'Aosta, Liguria e Sardegna dove trasmette sul canale 32 della banda UHF IV, del Trentino-Alto Adige dove trasmette sui canali 22 e 28 della banda UHF IV e 44 della banda UHF V e della Sicilia dove trasmette sui canali 31 della banda UHF IV e 44 della banda UHF V.

## Storia

### 2008
- 25 giugno 2008: Inserito Second TV.

### 2009
- 19 ottobre 2009: All Music è ridenominato Deejay TV
- 14 novembre 2009: Aggiunto un duplicato di Repubblica TV (solo nelle aree di switch-off).
- 26 novembre 2009: Attivato Cielo.
- 16 dicembre 2009: iniziate le trasmissioni di Cielo.

### 2010
- 19 febbraio 2010: Inserito POKERItalia24.
- 27 febbraio 2010: Aggiunta Radio Maria.
- 14 maggio 2010: Inseriti Rete 4 +1 e Mediashopping. Eliminato Second TV.
- 1º ottobre 2010: Eliminato France 24.
- 26 novembre 2010: Eliminati Repubblica TV, Rete 4 +1 e Mediashopping. Aggiunti TG Mediaset, Mya +1 e Radio Italia SMI.
- 10 dicembre 2010: Iniziate le trasmissioni di TG Mediaset.

### 2011
- 1º marzo 2011: Aggiunto Discovery World e eliminati TG Mediaset e Mya +1.
- 9 marzo 2011 : Reinserito TG Mediaset.
- 1º luglio 2011: Aggiunto Mediaset Italia 2 e 'Premium' all'identificativo Discovery World. Eliminato TG Mediaset.
- 4 luglio 2011: Iniziate le trasmissioni di Mediaset Italia 2. Inserito Winga TV.
- 25 luglio 2011: Iniziate le trasmissioni di Winga TV.

### 2012
- 4 luglio 2012: Eliminato Mediaset Italia 2. Aggiunto For You.
- 13 luglio 2012: Aggiunto Focus.
- 12 ottobre 2012: Aggiunta l'LCN 789 a Radio Maria.
- 31 dicembre 2012: Aggiunto un doppione di POKERItalia24 con LCN 152.

### 2013
- 1º gennaio 2013: Eliminato POKERItalia24 dall'LCN 59.
- 28 febbraio 2013: Eliminato POKERItalia24.
- 20 maggio 2013: Eliminato e chiuso For You.
- 28 maggio 2013: Tolta l'LCN a Discovery World che trasmette un cartello informativo.
- 31 maggio 2013: Aggiunto LaEFFE - RTV ed eliminato Discovery World.
- 16 dicembre 2013: Aggiunto Radio Italia TV.

### 2014
- 11 febbraio 2014 : Rinominato LaEFFE - RTV in LaEFFE.
- 24 maggio 2014: Eliminato Radio Italia SMI.
- 4 novembre 2014: Riaggiunto Radio Italia SMI.
- 21 novembre 2014: Inserito un duplicato di Radio Italia
- 29 dicembre 2014: Aggiunto ClassTV.

### 2015
- 27 gennaio 2015: Eliminato ClassTV e aggiunto Sky TG24 all'LCN 27.

### 2016
- 30 gennaio 2016: Eliminato La EFFE e aggiunto Sky TG24 DFCTD all'LCN 50.
- 22 febbraio 2016: Rinominato Deejay TV in Deejay TV - NOVE.
- 23 febbraio 2016: Sostituito Sky TG24 e aggiunto Paramount Channel all'LCN 27. Rinominato Sky TG24 DFCTD in Sky TG24 all'LCN 50.
- 7 giugno 2016: Aggiunta una copia di Deejay TV - NOVE sul 109.
- 3 ottobre 2016: Rinominato Deejay TV - NOVE in NOVE.
- 12 dicembre 2016: Aggiunti Nove HD e Radio Italia TV HD (copie dei canali SD).

### 2017
- 5 gennaio 2017: Eliminato Nove HD.
- 19 gennaio 2017: Eliminato Radio Italia TV HD.
- 20 febbraio 2017: Eliminata la LCN a Radio Italia TV.
- 12 aprile 2017: Inserito un cartello su Radio Italia TV
- 20 aprile 2017: Eliminato Radio Italia TV.
- 18 settembre 2017: Aggiunto Cine Sony.
- 22 novembre 2017: Rinominato Winga TV in LeoVegas TV.

### 2018
- 1º gennaio 2018: Eliminato LeoVegas TV e aggiunto Canale 63.
- 2 gennaio 2018: Rimossa la LCN a Radio Italia SMI.
- 8 gennaio 2018: Aggiunta Deejay TV ed eliminate Radio Deejay, Radio Italia SMI, Radio Capital e Radio m2o.
- 22 gennaio 2018: Rimossa la LCN a Radio Maria.
- 29 gennaio 2018: Aggiunta la LCN 789 a Radio Maria.
- 5 febbraio 2018: Aggiunto Deejay TV HD (copia del canale SD).
- 29 aprile 2018: Eliminato Focus e aggiunto Motor Trend.
- 26 ottobre 2018: Aggiunta una copia di NOVE sull'LCN 509.
- 1º novembre 2018: Eliminato Canale 63 e aggiunto Zelig Sport.

### 2019
- 16 marzo 2019: Rinominato Paramount Channel in Paramount Network.
- 11 luglio 2019: Eliminato e chiuso Cine Sony e aggiunto Mediaset Extra 2.
- 22 luglio 2019: Deejay TV passa all'alta definizione[1] mentre la versione in SD chiude definitivamente.
- 21 dicembre 2019: Rinominato Motor Trend in Motor Trend 56→59.

### 2020
- 18 gennaio 2020: Rinominato Mediaset Extra 2 in Mediaset Extra.
- 2 febbraio 2020: Eliminato Motor Trend 56→59 e aggiunto HGTV - Home&Garden.
- 22 maggio 2020: Eliminata la LCN a Zelig Sport.
- 22 giugno 2020: Zelig Sport diventa Provvisorio.[2]
- 1º luglio 2020: Interrotte le trasmissioni di Zelig Sport - PROVVISORIO. Eliminata la LCN a Mediaset Extra che diventa Provvisorio.
- 1º settembre 2020: Eliminato Zelig Sport - PROVVISORIO.
- 16 settembre 2020: Interrotte le trasmissioni di Mediaset Extra - Provvisorio.
- 1º ottobre 2020: Eliminate le LCN a Cielo e a Sky TG24 che diventano "Provvisorio".[3]
- 19 ottobre 2020: Eliminato Mediaset Extra - Provvisorio.
- 6 novembre 2020: Aggiunti TELE MODA 168 e LA 9.
- 10 novembre 2020: Interrotte le trasmissioni di Cielo provvisorio, a video in onda un cartello di cambio frequenza.
- 12 dicembre 2020: Interrotte le trasmissioni di Sky TG24 provvisorio, a video in onda un cartello di cambio frequenza.

### 2021
- 1º gennaio 2021: Eliminati i canali inattivi cielo provvisorio e Sky TG24 provvisorio.[4]
- 4 marzo 2021: Aggiunto il canale inattivo TEST TN.
- 6 aprile 2021: Eliminato il canale inattivo TEST TN.
- 27 maggio 2021: Aggiunto Motor Trend.
- 22 luglio 2021: Aggiunto Canale 239.
- 21 novembre 2021: Eliminata la LCN a Paramount Network che diventa Provvisorio.
- 16 dicembre 2021: Eliminata la LCN a LA 9 che diventa Provvisorio.
- 22 dicembre 2021: Reinserita la LCN a Paramount Network che non è più Provvisorio.

### 2022
- 3 gennaio 2022: Aggiunti Italia 53 e Italia 141.
- 4 gennaio 2022: Aggiunto Sportitalia.
- 11 gennaio 2022: Reinserita la LCN a LA 9 che non è più Provvisorio.
- 15 gennaio 2022: Eliminato Tele Moda 168 e aggiunto Sportitalia HD (copia del canale SD).
- 17 gennaio 2022: Eliminato Paramount Network e aggiunto 27 Twentyseven (provvisorio) e 27 Twentyseven.
- 8 marzo 2022: NOVE alla LCN 9, HGTV - Home&Garden e Motor Trend passano all'alta definizione e vengono rinominati NOVE HD, HGTV - Home&Garden HD e Motor Trend HD. Eliminato 27 Twentyseven. 27 Twentyseven (provvisorio) cambia LCN da 27 a 527 e viene rinominato 27Twentyseven (provvisorio). SPORTITALIA HD viene rinominato SPORTITALIA. Deejay TV viene rinominato Deejay TV HD.
- 29 marzo 2022: Aggiunti i canali radiofonici Radio Capital, Radio Deejay e Radio m2o. La risoluzione video di Deejay TV HD peggiora
- 11 aprile 2022: Aggiunto TELE MODA, duplicato di LA 9.
- 7 giugno 2022: Rinominati NOVE HD, NOVE, HGTV Home&Garden HD e Motor Trend HD in NOVE, NOVE (provvisorio), HGTV Home&Garden e Motor Trend.
- 16 giugno 2022: Aggiunti ITALIA CHANNEL, LINEAGEM, Mediatext.it e PIANETA TV.
- 28 giugno 2022: Eliminato 27Twentyseven (provvisorio). Aggiunti Byoblu, CUSANO ITALIA TV e RDS Social TV. Ridenominato il mux Rete A 1 in Persidera 1.
- 1º luglio 2022: Eliminati TELE MODA e LA 9.
- 21 luglio 2022: Aggiunto Italia 150.
- 30 settembre 2022: Rinominato NOVE (provvisorio) LCN 109 e 509 in NOVE e convertito all'alta definizione. Aggiunti GOLD TV ITALIA, LA 4 ITALIA, CHANNEL 24, RETE ITALIA, INLINEA TV, FIRE TV, TV 153, CANALE 162 e RADIO RADIO TV.
- 4 novembre 2022: Rinominato SPORTITALIA in SPORTITALIA HD e convertito all'alta definizione.
- 15 dicembre 2022: Fine delle trasmissioni per CANALE 239 che trasmette a schermo nero e in definizione standard.
- 16 dicembre 2022: I canali RETE ITALIA e INLINEA TV sono tornati a trasmettere una propria programmazione. Aggiunti i canali CAMPIONESPORT, LINEA ITALIA, PROMO FOOD, PROMO TRAVEL, PROMO HOME, PROMO LIVING, CANALE 230, CANALE 235, CANALE 242 e TCI.

### 2023
- 1º gennaio 2023: Eliminato RADIO RADIO TV.
- 3 febbraio 2023: Eliminato CANALE 239.
- 6 aprile 2023: Aggiunto CANALE 165.
- 15 maggio 2023: Eliminato CANALE 165.
- 18 agosto 2023: Aggiunto Radio TV Serie A con RDS.
- 11 ottobre 2023: Aggiunto CANALE 237.
- 1º novembre 2023: Eliminato CAMPIONESPORT e aggiunto CANALE 61.
- 24 novembre 2023: Aggiunto CUSANO ITALIA TV (LCN 122), Rinominato CUSANO ITALIA TV (LCN 264) in CUSANO ITALIA TV (provvisorio).
- 1º dicembre 2023: Eliminato Mediatext.it.
- 13 dicembre 2023: Eliminata la LCN a Byoblu.
- 15 dicembre 2023: Eliminata la LCN a LINEAGEM.
- 21 dicembre 2023: Fine delle trasmissioni per Byoblu che trasmette un cartello informativo.

### 2024
- 1º gennaio 2024: Eliminati Byoblu e CANALE 61, Aggiunto TRAVEL TV, Rinominati LINEA ITALIA e INLINEA TV in STARMARKET e LUXURY CHANNEL 137, FIRE TV torna a trasmettere una propria programmazione.
- 3 gennaio 2024: Cambio di logo per LUXURY CHANNEL 137
- 13 febbraio 2024: Eliminato CANALE 242.
- 24 febbraio 2024: Eliminato CUSANO ITALIA TV (provvisorio).
- 20 marzo 2024: Eliminato PIANETA TV (copia di ITALIA CHANNEL).
- 1º aprile 2024: Eliminato TCI.
- 2 aprile 2024: CANALE 162 non è più una copia di LA 4 ITALIA ma trasmette una propria programmazione.
- 12 aprile 2024:  Fine delle trasmissioni per LINEAGEM che trasmette un cartello informativo.
- 22 aprile 2024: Eliminato CANALE 235.
- 24 aprile 2024: TV 153 torna a trasmettere una propria programmazione.
- 30 aprile 2024: Eliminato LINEAGEM.
- 6 dicembre 2024: Fine delle trasmissioni per CUSANO ITALIA TV che trasmette un comunicato stampa.

### 2025
- 4 marzo 2025: Aggiunti PROMO LIFE, PROMO KIDS, CANALE 243, PROMO SPORT e CANALE 263 che sono canali duplicati di TV 153.
- 12 marzo 2025: Rinominato CUSANO ITALIA TV in CANALE 122 e passa in definizione standard. RDS Social TV (LCN 724) diventa un canale radiofonico.
- 18 marzo 2025: Aggiunto CANALE 227 (copia di TV 153). Rinominato RDS Social TV (LCN 724) in RDS 100% GRANDI SUCCESSI.
- 16 aprile 2025: Fine delle trasmissioni per CANALE 122 che trasmette in alta definizione un cartello informativo. Aggiunto CUSANO NEWS 7.
- 29 aprile 2025: Eliminato CANALE 122.
- 19 maggio 2025: Rinominato CANALE 227 in PROMO SHOPPING e cambio LCN da 227 a 209.
- 29 maggio 2025: Deejay TV HD passa in HEVC HD, poi passa nuovamente in MPEG-4.
- 1° luglio 2025: Rinominato TRAVEL TV in iL61. Eliminato Radio TV Serie A con RDS.
- 9 luglio 2025: Aggiunto PAROLE DI VITA. Fine delle trasmissioni per FIRE TV che trasmette a schermo nero.
- 13 luglio 2025: FIRE TV diventa una copia di STARMARKET.
- 28 luglio 2025: PROMO LIFE, PROMO SHOPPING, PROMO KIDS, CANALE 243, PROMO SPORT e CANALE 263 diventano copie di STARMARKET.
- 30 luglio 2025: Eliminato FIRE TV (copia di STARMARKET) e aggiunto CANALE 144.
- 31 luglio 2025: Aggiunto ALMA TV e CANALE 232. TV 153 diventa una copia di STARMARKET.

## Servizi
Sul multiplex Persidera 1 sono presenti canali televisivi e radiofonici gratuiti dei gruppi Warner Bros. Discovery Italia, GEDI Gruppo Editoriale e d'altri editori.

### Canali televisivi
| LCN                                         | Canale | Note       |
| ------------------------------------------- | --- | ---------- |
| 9 109 509                                   | NOVE | FTA (HDTV) |
| 53 141 150                                  | Italia 53 Italia 141 Italia 150                                                                                             | FTA        |
| 56                                          | HGTV - Home&Garden | FTA (HDTV) |
| 59                                          | Motor Trend | FTA (HDTV) |
| 60 560                                      | SPORTITALIA HD | FTA (HDTV) |
| 61 561                                      | iL61 | FTA        |
| 65 565                                      | ALMA TV | FTA        |
| 69 569                                      | Deejay TV HD | FTA (HDTV) |
| 123                                         | ITALIA CHANNEL | FTA        |
| 128                                         | GOLD TV ITALIA | FTA        |
| 129                                         | LA 4 ITALIA | FTA        |
| 130 204                                     | CHANNEL 24 PROMO FOOD | FTA        |
| 131 206                                     | RETE ITALIA PROMO HOME | FTA        |
| 137 207 230 237                             | LUXURY CHANNEL 137 PROMO LIVING CANALE 230 CANALE 237                                                                       | FTA        |
| 140 144 153 205 208 209 232 238 243 250 263 | STARMARKET CANALE 144 TV 153 PROMO TRAVEL PROMO LIFE PROMO SHOPPING CANALE 232 PROMO KIDS CANALE 243 PROMO SPORT CANALE 263 | FTA        |
| 162                                         | CANALE 162 | FTA        |
| 234                                         | CUSANO NEWS 7 | FTA        |
| 245                                         | PAROLE DI VITA | FTA        |
| 265                                         | RDS Social TV | FTA (HDTV) |

### Canali radiofonici
| LCN | Canale                   | Note         |
| --- | ------------------------ | ------------ |
| 713 | Radio Capital            | FTA (HE-AAC) |
| 714 | Radio Deejay             | FTA (HE-AAC) |
| 715 | Radio m2o                | FTA (HE-AAC) |
| 724 | RDS 100% GRANDI SUCCESSI | FTA (HE-AAC) |
| 789 | Radio Maria              | FTA          |